# Mellinghausen
Mellinghausen è un comune di 1.074 abitanti della Bassa Sassonia, in Germania.
Appartiene al circondario (Landkreis) di Diepholz (targa DH) ed è parte della comunità amministrativa (Samtgemeinde) di Siedenburg.

## Geografia antropica

### Suddivisioni amministrative
Oltre al capoluogo (Mellinghausen), il territorio comunale comprende le frazioni (Ortsteil) di Brake e Ohlendorf.